# Gran Premio delle Nazioni 1950
Il Gran Premio delle Nazioni 1950 è stata una gara extra-campionato di Formula 1 tenutasi il 30 luglio 1950 a Ginevra, in Svizzera. 
La gara, disputatasi su un totale di 68 giri, è stata vinta da Juan Manuel Fangio su Alfa Romeo 158.

## Gara

### Resoconto
La gara fu funestata da un tragico incidente avvenuto al 61º giro, la Ferrari 340 di Alberto Ascari rompe il motore, inondando di olio la pista. Luigi Villoresi che segue a breve distanza non riesce a controllare la propria vettura e colpisce violentemente le barriere di protezione dietro cui è assiepato il pubblico. Il bilancio è di 3 morti e oltre 20 feriti mentre il pilota milanese, sbalzato dalla vettura ed evitato per miracolo dall'auto di Farina, se la cava con una gamba e una clavicola fratturate e diverse escoriazioni. A seguito delle pressioni crescenti inerenti alla pericolosità dello svolgimento di Gran Premi su circuiti cittadini a fronte delle velocità di punta sempre crescenti, gli organizzatori decisero la cancellazione della gara per gli anni successivi.

### Risultati
| Pos | Nr | Pilota                | Squadra                                  | Vettura           | Giri | Tempo/Ritiro         |
| --- | -- | --------------------- | ---------------------------------------- | ----------------- | ---- | -------------------- |
| 1   | 4  | Juan Manuel Fangio    | SA Alfa Romeo                            | Alfa Romeo 158    | 68   | 2h07'55.0            |
| 2   | 6  | Toulo de Graffenried  | SA Alfa Romeo                            | Alfa Romeo 158    | 66   | + 2 giri             |
| 3   | 46 | Piero Taruffi         | SA Alfa Romeo                            | Alfa Romeo 158    | 66   | + 2 giri             |
| 4   | 40 | Alberto Ascari        | Scuderia Ferrari                         | Ferrari 340       | 62   | + 6 giri             |
| 5   | 16 | Yves Giraud-Cabantous | Privé                                    | Talbot-Lago T26C  | 62   | + 6 giri / Motore    |
| 6   | 2  | Giuseppe Farina       | SA Alfa Romeo                            | Alfa Romeo 158    | 61   | + 7 giri / Incidente |
| 7   | 24 | Robert Manzon         | Equipe Gordini                           | Simca-Gordini T15 | 61   | + 7 giri             |
| 8   | 10 | Louis Chiron          | Officine Alfieri Maserati                | Maserati 4CLT/48  | 61   | + 7 giri             |
| NC  | 42 | Luigi Villoresi       | Scuderia Ferrari                         | Ferrari 275       | 61   | Incidente            |
| NC  | 18 | Johnny Claes          | Ecurie Belge                             | Talbot-Lago T26C  | 60   | Surriscaldamento     |
| NC  | 20 | Felice Bonetto        | Scuderia Milano                          | Maserati 4CLT/50  | 58   |                      |
| NC  | 12 | Franco Rol            | Officine Alfieri Maserati                | Maserati 4CLT/48  | 58   |                      |
| NC  | 26 | Toni Branca           | Privé                                    | Maserati 4CL      | 56   |                      |
| Rit | 44 | Raymond Sommer        | Privé                                    | Talbot-Lago T26C  | 39   | Testa-coda           |
| Rit | 34 | Reg Parnell           | Scuderia Ambrosiana (Reg Parnell Racing) | Maserati 4CLT/48  | 29   | Ritiro               |
| Rit | 30 | Prince Bira           | Enrico Platé                             | Maserati 4CLT/48  | 24   | Scarichi             |
| Rit | 36 | David Murray          | Scuderia Ambrosiana (Reg Parnell Racing) | Maserati 4CLT/48  | 15   | Pompa benzina        |
| Rit | 22 | Gianfranco Comotti    | Scuderia Milano                          | Maserati 4CLT/50  | 14   | Carburatore          |
| Rit | 32 | Harry Schell          | Enrico Platé                             | Maserati 4CLT/48  | 12   | Serbatoio            |
| Rit | 8  | José Froilán González | Scuderia Achille Varzi                   | Maserati 4CLT/48  | 5    | Radiatore            |
| NA  | 14 | Louis Rosier          | Ecurie Rosier                            | Talbot-Lago T26C  |      |                      |
| NA  | 38 | David Hampshire       | Scuderia Ambrosiana (Reg Parnell Racing) | Maserati 4CLT/48  |      |                      |

## Qualifiche

### Risultati
| Pos | No | Pilota                  | Costruttore     | Tempo  | Distacco |
| --- | -- | ----------------------- | --------------- | ------ | -------- |
| 1   | 4  | Juan Manuel Fangio      | Alfa Romeo      | 1:46.7 | –        |
| 2   | 40 | Alberto Ascari          | Ferrari         | 1:48.7 | + 2.0    |
| 3   | 42 | Luigi Villoresi         | Ferrari         | 1:48.7 | + 2.0    |
| 4   | 2  | Giuseppe Farina         | Alfa Romeo      | 1:49.3 | + 2.6    |
| 5   | 6  | Emmanuel de Graffenried | Alfa Romeo      | 1:51.1 | + 4.7    |
| 6   | 44 | Raymond Sommer          | Talbot-Lago     | 1:52.8 | + 6.1    |
| 7   | 46 | Piero Taruffi           | Alfa Romeo      | 1:53.0 | + 6.3    |
| 8   | 20 | Felice Bonetto          | Maserati-Milano | 1:55.5 | + 8.8    |
| 9   | 10 | Louis Chiron            | Maserati        | 1:58.5 | + 11.8   |
| 10  | 24 | Robert Manzon           | Simca-Gordini   | 1:58.6 | + 11.9   |
| 11  | 18 | Johnny Claes            | Talbot-Lago     | 1:57.9 | + 11.2   |
| 12  | 32 | Harry Schell            | Maserati        | 1:58.7 | + 12.0   |
| 13  | 34 | Reg Parnell             | Maserati        | 2:00.0 | + 13.3   |
| 14  | 30 | Prince Bira             | Maserati        | 2:00.1 | + 13.4   |
| 15  | 16 | Yves Giraud-Cabantous   | Talbot-Lago     | 2:01.7 | + 15.0   |
| 16  | 8  | José Froilán González   | Maserati        | 2:07.6 | + 20.9   |
| 17  | 26 | Antonio Branca          | Maserati        | 2:07.7 | + 21.0   |
| 18  | 22 | Franco Comotti          | Maserati-Milano | 2:17.1 | + 30.4   |
| 19  | 12 | Franco Rol              | Maserati        | -      | -        |
| 20  | 36 | David Murray            | Maserati        | 2:26.7 | + 40.0   |